# Пари
Пари́ — соглашение об уплате определённой суммы денег или передаче иного имущества одной (проигравшей) стороной другой (выигравшей) стороне, которое основано на конфликте прогнозов или наличии спора о каких-либо фактах. С римского права прослеживается негативное отношение закона к пари, равно как и к азартным играм, как к способу необоснованной наживы. Основанные на пари и азартных играх обязательства в большинстве случаев относятся к так называемым натуральным обязательствам, не обеспеченным судебной защитой.

## Пример пари
Достаточно длительное пари заключили два американских медика: Джей Ольшанский из университета штата Иллинойс утверждает, что среди младенцев, рожденных в 2000 году, хотя бы один доживет до 150 лет, а Стивен Остад из университета штата Айдахо думает, что более 130 лет никто не проживёт. Ставки большие: оба участника положили на специальный счёт по 150 долларов и обязались каждый год класть столько же до самой своей смерти. А после смерти оппонентов фондом будут заниматься их потомки. Стороне, которая выиграет, достанется сумма около 500 миллионов долларов.